# Yuriorkis Gamboa
(Dan Rafael)
Yuriorkis Gamboa Toledano (Guantánamo, 23 dicembre 1981) è un pugile cubano, ex campione WBA dei pesi piuma.
Soprannominato "El Ciclon de Guantánamo",  ha vinto la medaglia d'oro alle Olimpiadi di Atene nel 2004 e ai Giochi Panamericani del 2003, come peso mosca.

## Carriera
Dopo essere fuggito dalla sua terra natale ed essere arrivato in modo quasi misterioso in Germania il 27 aprile 2007, Yuriorkis ha fatto il suo debutto da professionista ad Amburgo, sconfiggendo Alexander Manelyan. Dopo 4 successi consecutivi, si è spostato a Miami, in Florida, dove si è imposto su Adaiton DeJesús il 30 ottobre 2007.
Il primo grande passo fondamentale della sua carriera è stato il successo su Darling Jiménez, rivale molto quotato a livello internazionale. Contro quest'ultimo, il pugile cubano ha non solo dato mostra della sua classe ma anche di avere le carte in regola per diventare un campione. Infatti, dopo essersi ritrovato al tappeto al 4º round con l'arbitro che eseguiva il conteggio su di lui, il caraibico si è rimesso in piedi, ha continuato a combattere ed è riuscito ad ottenere una grande e sonante vittoria.

## Record professionale
| 16 vittorie (14 KO, 2 verdetti unanimi), 0 sconfitte, 0 pareggi |                      |                   |              |            |                           |
| Ris.                                                            | Avversario           | Tipo              | Rnd. Tempo   | Data       | Luogo                     |
| Vinto                                                           | Whyber Garcia        | KOT               | 4 (12), 0:58 | 10-10-2009 | New York                  |
| Vinto                                                           | José Rojas           | KOT               | 10, 1:31     | 17-04-2009 | Primm, Nevada             |
| Vinto                                                           | Walter Estrada       | KO                | 1, 0:35      | 20-02-2009 | Fort Lauderdale, Florida  |
| Vinto                                                           | Roger Gonzales       | KOT               | 10, 2:12     | 09-01-2009 | Primm, Nevada             |
| Vinto                                                           | Marcos Ramírez       | KO                | 2 (10), 1:41 | 04-10-2008 | Temecula, California      |
| Vinto                                                           | Al Seeger            | KOT               | 1 (10), 2:30 | 18-07-2008 | Primm, Nevada             |
| Vinto                                                           | Darling Jimenez      | Decisione (unan.) | 10 (10)      | 17-05-2008 | Atlantic City, New Jersey |
| Vinto                                                           | Johnnie Edwards      | KOT               | 1 10, 1:34   | 22-02-2008 | Fort Lauderdale, Florida  |
| Vinto                                                           | Gilberto Luque       | KOT               | 1 (10), 1:54 | 05-01-2008 | Atlantic City, New Jersey |
| Vinto                                                           | Adailton De Jesus    | KOT               | 6 (10), 0:35 | 30-10-2007 | Las Vegas, Nevada         |
| Vinto                                                           | Samuel Kebede        | KOT               | 2, 2:11      | 19-10-2007 | Berlino, Germania         |
| Vinto                                                           | Nestor Hugo Paniagua | KO                | 1, 1:05      | 21-09-2007 | Berlino, Germania         |
| Vinto                                                           | Thomas Hengstberger  | KOT               | 1, 1:04      | 02-09-2007 | Berlino, Germania         |
| Vinto                                                           | Joel Mayo            | KOT               | 2, 0:35      | 06-07-2007 | Amburgo, Germania         |
| Vinto                                                           | Araik Sachbazjan     | KOT               | 4            | 16-06-2007 | Ankara, Turchia           |
| Vinto                                                           | Alexan Manvelyan     | Decisione (unan.) | 4 (4), 3:00  | 27-04-2007 | Amburgo, Germania         |